# Pero de Magalhães Gândavo
Pêro de Magalhães Gândavo (Braga, 1540 — 1580) fou un historiador i cronista portuguès. Fill de pares flamencs de la ciutat de Gant d'aquí el seu cognom de Gândavo, nasqué a Braga en data incerta, probablement al voltant de 1540. Fou professor de llatí i portuguès del nord de Portugal.